# 白石警察署 (宮城県)
白石警察署（しろいしけいさつしょ）は、宮城県警察が管轄する警察署のひとつである。

## 管轄区域
- 白石市
- 刈田郡蔵王町、七ヶ宿町

## 所在地
- 宮城県白石市大平森合字清水田4-1

## 沿革
- 1875年 - 第4警察出張所第16区屯所として発足。
- 1877年 - 大河原警察署白石分署と改称。
- 1886年 - 白石警察署として独立。
- 1947年 - 旧警察法施行により、「白石町警察」と「国家地方警察宮城県白石地区警察署」に分離。
- 1954年 - 新警察法施行により宮城県白石警察署と改称。

## 内部組織
- 会計課
  - 会計係

- 警務課
  - 警務係
  - 相談係
  - 被害者支援係

- 留置管理課
  - 留置管理係

- 生活安全課
  - 生活安全係

- 地域課
  - 地域係

- 刑事課
  - 捜査第一係
  - 捜査第二係
  - 鑑識係

- 交通課
  - 交通指導係
  - 交通事故捜査係

- 警備課
  - 警備係

## 交番

### 白石市
- 白石駅前交番 - 白石市字沢目15番地の21

## 駐在所

### 白石市
- 鎌先駐在所 - 白石市福岡蔵本字鎌先1番40番地6
- 越河駐在所 - 白石市越河五賀字海道下3番3
- 白川駐在所 - 白石市白川津田字越田前126番地52
- 小原駐在所 - 白石市小原字中倉30番4

### 蔵王町
- 蔵王駐在所 - 刈田郡蔵王町大字円田字西浦北50番地8（永野、宮、平沢の各駐在所を統合して2025年4月1日に開所）[1]
- 遠刈田駐在所 - 刈田郡蔵王町遠刈田温泉仲町36番地

### 七ヶ宿町
- 関駐在所 - 刈田郡七ヶ宿町字関20番地の5
- 湯原駐在所 - 刈田郡七ヶ宿町字湯原2番1